# Дук оф Йорк (линеен кораб, 1940)
Дук оф Йорк (на английски: HMS Duke of York (17)) е британски линеен кораб от типа „Кинг Джордж V“.

## История на службата
Заложен е на 5 май 1937 г. в корабостроителницата на компанията „Джон Браун“ (на английски: John Brown) в Клайдбанк. Спуснат на вода на 28 февруари 1940 г., влиза в строй на 4 ноември 1941 г. Заменя в състава на Флота на метрополията отплавалият за Далечния Изток „Принс оф Уелс“.
В средата на декември 1941 г. още ненапълно боеготовият линкор извършва плаване през Атлантика, доставяйки в САЩ Уинстън Чърчил. През февруари 1942 г. У. Чърчил озвучава идеята да се размени „Дук оф Йорк“ за 8 тежки крайцера на американския флот. Идеята е отхвърлена от Първия лорд на Адмиралтейството на основание, че за тези крайцери в Кралския флот няма подготвени екипажи. Следващите 9 месеца линкора действа в състава на далечното прикритие на арктическите конвои. В периода октомври – ноември 1942 г. е флагман на съединение H. От декември 1942 г. до март 1943 г. се намира в ремонт. От 8 май 1943 г. става флагмански кораб на Флота на метрополията. През юли 1943 г. извършва поход в норвежки води в хода на отвличаща операция. През октомври 1943 г. прикрива американският самолетоносач „Рейнджър“ в хода на операциите против корабоплаването в норвежки води. След това отново прикрива арктическите конвои. На 26 декември 1943 г., при прикритието на конвоя JW-55B, влиза в бой с немския линеен крайцер „Шарнхорст“, който се опитва да прихване този конвой.
Фактически боят прераства в тричасово преследване на англичаните на немския рейдер. С удачно попадение „Дук оф Йорк“ успява да повреди машинната установка на противника, след което, съвместно с леките сили, противника е настигнат. Огъня на британския линкор вади „Шарнхорст“ напълно от строя и той губи ход, немците са довършени с торпеда от крайцерите. В хода на сражението „Дук оф Йорк“ изразходва 446 356-мм снаряда и 686 133-мм. От 52 залпа 31 дават накритие на целта, фиксирани са не по-малко от 13 преки попадения с главния калибър.
В периода юли – август 1944 г. „Дук оф Йорк“ прикрива самолетоносачите, на два пъти атакуващи немският линкор „Тирпиц“. От септември 1944 г. до март 1945 г. преминава пореден ремонт, съвместен с подготовката му към превеждане в Далечния Изток. На новия театър на военните действия линкора пристига едва през юли и в практически не се отличава в бойните действия, но взема участие в церемонията по подписването на капитулацията на Япония, на 2 септември 1945 г.
Връща се във Великобритания през юли 1946 г. и преминава нов ремонт. От декември 1946 г. до април 1949 г. се явява флагман на Флота на метрополията. След това е изведен в резерва. През ноември 1951 г. линкора е поставен на стоянка, а на 30 април 1957 г. е официално изключен от състава на флота. На 18 февруари 1958 г. „Дук оф Йорк“ е продаден за скрап.